# Mindener Land
Das Mindener Land ist eine kulturräumliche Landschaft in Ostwestfalen, also im nordöstlichen Nordrhein-Westfalen. Es umfasst diejenigen vier Fünftel des Kreises Minden-Lübbecke, die in der Norddeutschen Tiefebene liegen, und weist nach Süden, wo sich Ravensberger Land und Oberes Wesertal anschließen, durch Weser- und Wiehengebirge eine deutliche Grenze auf. Die anderen Grenzen entsprechen denen des Kreises.

## Kulturelle Entwicklung

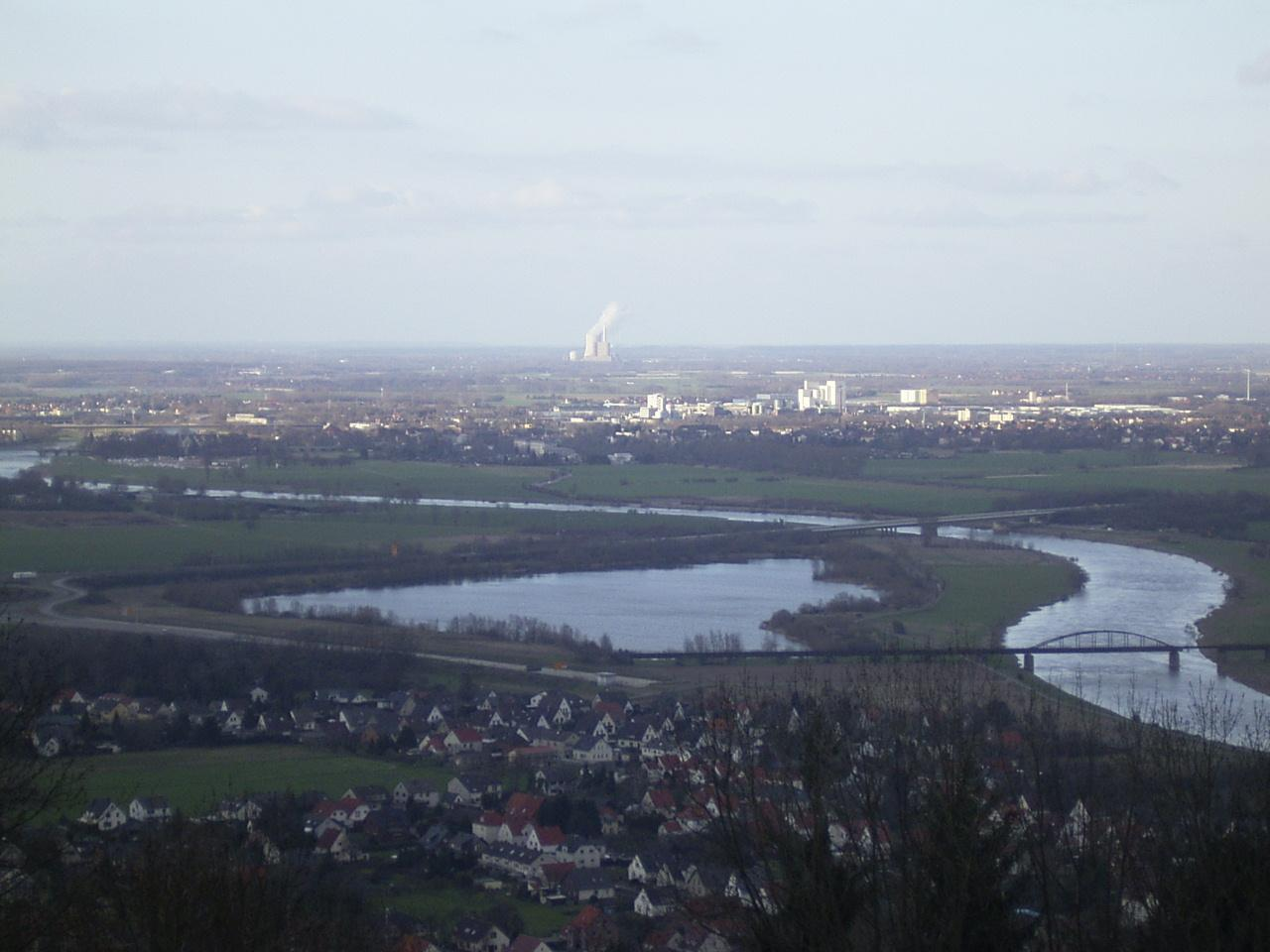
Das Mindener Land

Das Mindener Land ist jener Raum, der seit jeher politisch und kulturell von Minden dominiert wird. Minden war vor dem 19. Jahrhundert Hauptstadt des gleichnamigen Hochstifts bzw. Fürstentums und ist seit 1973 Kreisstadt von Minden-Lübbecke. Dazwischen bestanden die zwei Kreise Lübbecke und Minden. Daran angelehnt wird das Gebiet nochmals in Lübbecker Land und Mindener Land im engeren Sinne unterteilt. Zwar waren immer auch südlich angrenzende Gebiete Minden politisch unterstellt, es machte sich hier aber stets der Einfluss der Zentren Herford und Bielefeld bemerkbar.
Zudem wurden die infolge der Verschiedenheit der Naturräume (Tiefland – Mittelgebirge) bestehenden kulturlandschaftlichen Unterschiede durch die Gebirgsschranke noch verstärkt. So ist das Mindener Land in bäuerlichem Brauchtum und Dialekten weniger dem restlichen Westfalen als vielmehr den angrenzenden niedersächsischen Gebieten (Schaumburger Land, Mittelweserregion) ähnlich.
Das Mindener Land ist geschichtlich sehr viel länger als der Großteil des übrigen Westfalens durch die lange Zugehörigkeit zu (Brandenburg-)Preußen geprägt worden.
Wie dargestellt hat das Mindener Land, obwohl das Tiefland vorherrscht, nicht in erster Linie eine naturräumliche Grundlage. Daher gelten auch nicht der Gebirgsfuß, sondern die Kämme von  Wiehen- und Wesergebirge als Südgrenze. Im Übrigen zerfällt das Gebiet in verschiedene naturräumliche Einheiten, nämlich im Wesentlichen das Mittlere Wesertal, das Lübbecker Lößland und die Rahden-Diepenauer Geest.
Das Mindener Land im engeren Sinne umfasst die Städte und Gemeinden Minden, Hille, Petershagen und den Nordteil von Porta Westfalica, im Lübbecker Land liegen Lübbecke, Espelkamp, Preußisch Oldendorf, Rahden und Stemwede.